# Psarocolius bifasciatus
Psarocolius bifasciatus là một loài chim trong họ Icteridae.